# أحمد بن أعثم
أبو محمد أحمد بن أعثم الكوفي (926 / 927).توفي حوالي عام 926-927م (314هـ)؛ هو مؤرخ مسلم. ألّف كتاباً اسمه «كتاب الفتوح» حيث روى خطب وحكم الصحابي علي بن أبي طالب ابن عم الرسول محمد بن عبد الله.

## سيرة حياته
لا تتوفر سوى معلومات يسيرة عن حياته. وقد بذلت محاولات لتسليط الأضواء على حياته بعد أن حظي أثره المشهور الفتوح بالاهتمام، دون جدوى.
وذكر حمزة السهمي اسمه ونسبه الكامل بقوله: «أبو محمد أَحْمَد بْن أعثم بْن نذير بْن الحباب بْن كعب بْن حبيب الأزدي الكوفي».ولم يُشاهد مثل شجرة النسب هذه في أيّ من المصادر الأخرى. وهناك اختلاف حول اسمه ونسبه.
يبدو أن ابن أعثم كان ينظم الشعر أيضاً فنقل أبو علي الحسين بن أحمد السلامي مؤلف كتاب في تاريخ خراسان، بيتين له.، وقال ابن حجر إن له نظماً وسطاً

## آثاره
الفتوح ويعتبر الأثر الوحيد الذي بين أيدينا لابن أعثم، طبع أولاً بحيدر آباد الدكن. يذكر ياقوت أن ابن أعثم ذكر فيه إلى أيام هارون الرشيد وله كتاب آخر باسم التاريخ إلى آخر أيام المقتدر، ابتداء بأيام المأمون، ويوشك أن يكون ذيلاً على الأول.
وتبدأ موضوعات الكتاب بعد اسم المؤلف والخطبة بأحداث السقيفة وينتهي بخلافة هارون الرشيد.
ويقسّم الفتوح إلى خمسة أقسمام مهمة:
- أخبار الردّة؛
- أخبار الخلافة ومقتل عثمان؛
- أخبار صفين؛
- أخبار «الغارات»؛
- وأخبار واقعة كربلاء.

وليست هذه الأقسام الخمسة سوى جمع آثار الرواة الشيعة وغيرهم أمثال أبي مخنف وهشام الكلبي والواقدي والمدائني ونصر بن مزاحم.
وتتوفر الآن عدة مخطوطات من «الغارات» و«وقعة صفين» بشكل منصفل والتي اعترها الباحثون من تأليف أبي مخنف لتشابهها الكامل مع آثاره لدى مقارنتها برواياته.

## وفاته
لم تذكر المصادر الأصلية تاريخاً دقيقاً لوفاة ابن أعثم وكلّ ما نعلمه أنه بلغ في حوادث كتابه التاريخي إلى أحداث نهاية فترة خلافة المقتدر العباسي (320هـ). ولذلك يمكن تخمين وفاته في هذه الفترة.